# 長岡団地
長岡団地（ながおかだんち）は、岡山県岡山市中区長岡にある岡山県営の住宅団地。周辺は住宅密集地であり、狭い路地が多いが、周辺にJR東岡山駅、国道250号等交通機関や大型商業施設が多数あり、生活には便利である。国道250号には宇野バス（表町BC経由岡山駅行）も走っているため、岡山駅前・天満屋・表町商店街方面へも乗り換えなしで行ける。

## 周辺
- 岡山県立岡山城東高等学校
- 岡山県立東岡山工業高等学校
- 岡山市立財田小学校
- JR東岡山駅
- 中国銀行東岡山支店
- おかやま信用金庫東岡山支店
- ハローズ東岡山店
- 山陽マルナカ東岡山店
- ナフコ東岡山店（旧天満屋ハピータウン）
- CoCo壱番屋東岡山店
- 国道250号（旧国道2号）

## 交通
- 宇野バス
  - 国道2・250号線